# Nässeforsen

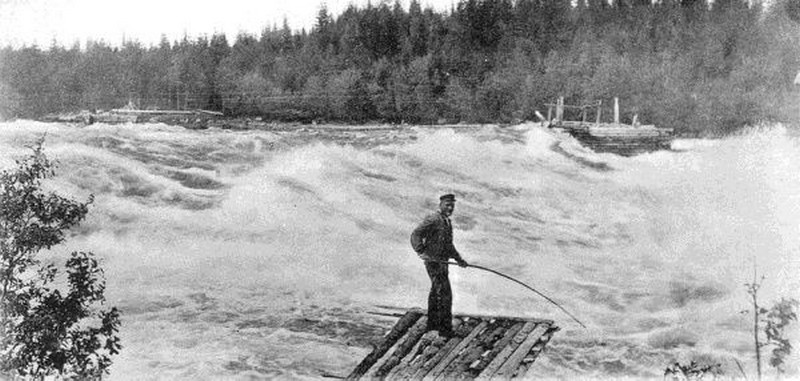
Laxfiskare med laxsnara i Nässeforsen

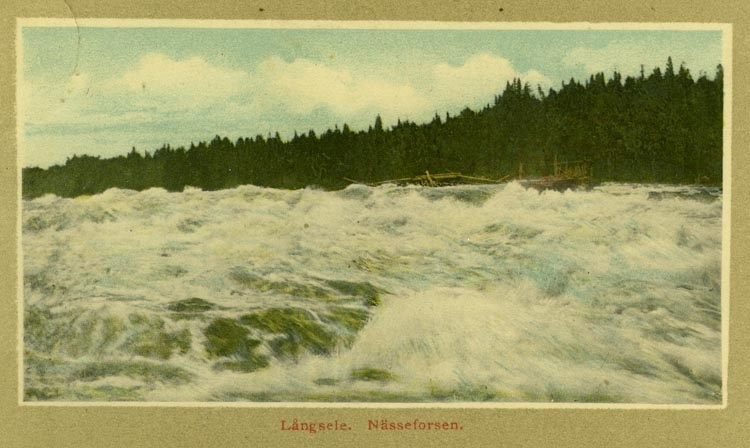
Nässeforsen, 1912

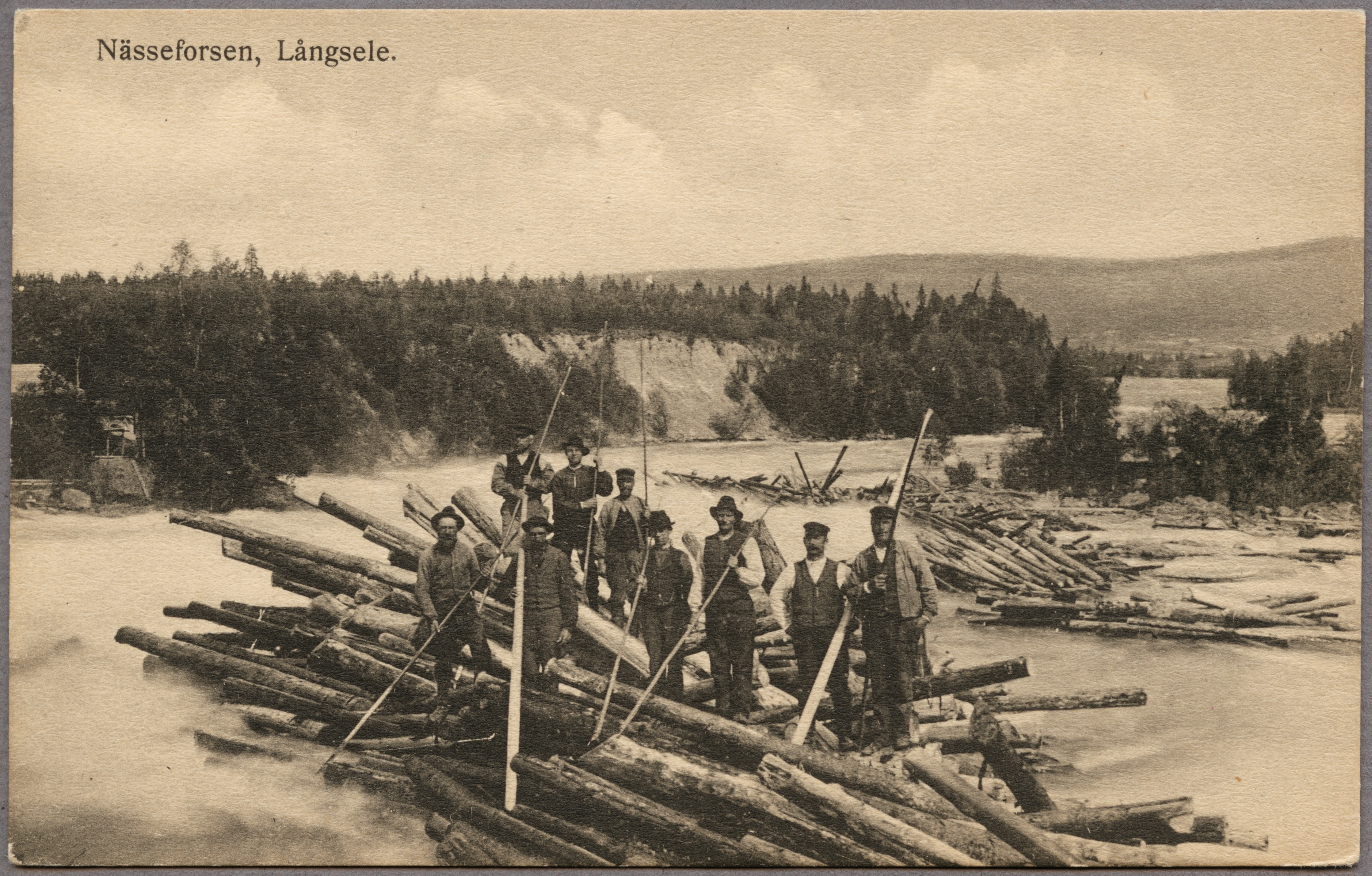
Timmerflottare vid Nässeforsen, 1910

Nässeforsen, ibland sammanförd med Floforsen var en fors i Faxälven strax nedströms Långsele, som byggdes bort i samband med regleringen av älven vid anläggandet av Hjälta kraftverk, färdigt 1950.
Vid Nässeforsen låg på den norra stranden byn Flo (Västerflo) och på den södra stranden byn Nässe (eller Nässjö).
Nässeforsen hade ett brant fall i två terrasser över berghällar. Det delade sig i det övre fallet runt en klippholme. Forsens sammanlagda längd var 2,8 kilometer med en fallhöjd på 32,6 meter. Floforsen var en långsluttande fors med en längd av en kilometer med en fallhöjd på 2,1 meter.
Nässeforsen var ett populärt ställe för fångande av lax med laxsnara, en metod som huvudsakligen användes i Faxälven och dess utflöde Ångermanälven, och som på 1850-talet utexperimenterades i Nässeforsen  av smederna Christopher Lodén (1815–1883) och Anders Månsström (1815–1863) på Forsse bruk.
Nässeforsen är också namnet på en tidigare trafikplats på Ådalsbanan mellan Långsele och Sollefteå och på ett bostadsområde vid denna järnväg och landsväg Y 946.